# Françoise Holder
Pour les articles homonymes, voir Holder.
Françoise Holder, né en 1943 à Romans-sur-Isère (Drôme), est une femme d'affaires française, administratrice de la société dirigeant le Groupe Holder.

## Biographie
Françoise Holder décroche en terminale un accessit au concours général à l'épreuve de philosophie. Elle est licenciée en droit.
En 1965, à l'âge de 22 ans, elle participe avec son mari Francis Holder au renouvellement de l'enseigne Paul, achetée par les parents de celui-ci. Les Nouvelles Galeries s’installent à proximité. Le groupe Holder devient leur fournisseur, 
avec un nouveau concept qui lui permettra d'afficher  une forte croissance et en 1987 le réseau compte 50 boutiques Paul.
En 1999, Françoise Holder est nommée présidente de chambre au Tribunal de commerce de Lille, puis devient administrateur du Medef Nord-Pas-de-Calais en 2003.
En 2005, Françoise Holder fonde avec Véronique Morali, et Anne Méaux, l'association « Force Femmes », pour aider les plus de 45 ans à retrouver du travail, dont Véronique Morali est présidente. Françoise Holder en sera présidente en 2010.
Depuis 2008, elle siège au comité directeur de l’Institut Montaigne.
En 2017, son groupe, dont la famille a conservé 56 % du capital, compte 14 000 salariés. Elle s'engage cette année-là dans la campagne présidentielle d'Emmanuel Macron et figure dans son organigramme de campagne. Figure du patronat français, elle s'occupe notamment de la levée de fonds pour la campagne.

## Vie privée
Elle est mariée et mère de trois enfants.

## Décorations
- Officier de la Légion d'honneur. Elle est faite chevalier le 30 janvier 2008[10], puis est promue officier le 14 juillet 2019[11].
- Officier de l'ordre national du Mérite. Elle est directement officier le 14 novembre 2011[12].